# 김솔지
솔지공(率支公) 혹은 솔우(率友), 졸지(卒支)은 구형왕의 장손으로 노리부의 아들이다. 화랑세기에서의 이름은 하종이다.
562년 9월에 신라 진흥왕이 군사를 일으켜 쳐들어오자, 구형왕이 친히 군사를 지휘하였으나 적은 많고 아군은 적어서 맞서 싸울 수 없었다. 이에 왕은 형제인 탈지 이질금(爾叱今)으로 하여금 본국에 머무르게 하고 왕자 상손(上孫) 솔지공 등과 함께 항복하여 신라에 들어갔다.

## 가족  관계
- 조부 : 구형왕 - 가야의 마지막 왕
- 조모 : 계화부인
  - 아버지 : 노리부
    - 부인 : 계림 김씨